# Henri Christophe
Pour les articles homonymes, voir Henry, Christophe et Henri Ier.
Henri Christophe connu aussi sous le nom d'Henri Ier, né le 6 octobre 1767 à Grenade et mort le 8 octobre 1820 à Cap-Haïtien, est un militaire et dirigeant haïtien qui fut le premier roi d'Haïti. Il a d'abord combattu en 1779 dans le corps des chasseurs volontaires de Saint-Domingue, lors du siège de Savannah pendant la guerre d'indépendance américaine, sous les ordres de l'amiral d'Estaing et de son chef d'État-major, le vicomte François de Fontanges. Puis, lors de la Révolution française (1789-1799) et de la révolution haïtienne (1791-1804), il a combattu sous les ordres du général Toussaint Louverture.
À partir du soulèvement des esclaves de 1791, il a accédé au pouvoir dans les rangs de l'armée révolutionnaire haïtienne. La révolution réussit à obtenir, en 1804, l'indépendance vis-à-vis de la France. Lors de l'expédition française de Saint-Domingue, il s'associe aux forces du général Jean-Jacques Dessalines, et participe à la défaite finale de la France.
Après la déclaration d'indépendance et la proclamation du Premier Empire d'Haïti, Christophe est promu général en chef et prête serment à Dessalines, désormais empereur sous le nom de Jacques Ier. En 1805, il participe sous le commandement de Dessalines à la capture de Saint-Domingue (l'actuelle République dominicaine), contre les forces françaises qui avaient acquis la colonie espagnole dans le traité de Bâle (1795). Après l'assassinat de Dessalines en 1806, Christophe se retira dans la Plaine-du-Nord et créa un gouvernement séparé de celui du général Alexandre Pétion, installé dans le Sud. Auto-proclamé président de la République, il devient le 17 février 1807, président et généralissime des forces de terre et de mer de l'État d'Haïti du Nord. De son côté, Pétion est élu président de la république du Sud. Le 26 mars 1811, Christophe, qui veut légitimer son pouvoir comme l'avait fait Dessalines avant, établi une certaine stabilité, instaure une monarchie constitutionnelle et se proclame Roi d'Haïti sous le nom d'Henri Ier.
Dans le langage courant, il est plus simplement appelé le « roi Christophe ». Premier roi de l'histoire haïtienne, il met en place une société stable suivant le modèle de la restauration en France. Il établit une nouvelle noblesse et confisque les privilèges de l'ancienne noblesse impériale . En conflit contre le régime républicain de Pétion, il mène une guerre dévastatrice qui durera de la chute de l'Empire jusqu'à la chute de la monarchie, de 1807 à 1820. Dans le cadre de sa politique de corvée royale, ou de travail forcé, le royaume d'Haïti tire ses revenus de la production agricole, principalement le sucre. Pour se protéger de la marine française, le roi conclut un accord avec le Royaume-Uni.
Malade et impopulaire à la fin de son règne, le roi se donne la mort le 8 octobre 1820 au début de la révolution nordiste. Il est enterré près de son palais Sans Souci. Quelques jours plus-tard, son fils et héritier, Henri II est assassiné par des insurgés. Le général sudiste Jean-Pierre Boyer, successeur de Pétion, profite de cette occasion pour envahir le Nord et réunifier Haïti puis toute l'île d'Hispaniola.

## Jeunesse
Les affirmations concernant le lieu de naissance et les premières années de Christophe sont contestées. Né Christopher Henry probablement à Grenade ou sur l'île Saint-Christophe. Fils d'une mère esclave et d'un homme libre nommé Christophe, il fut amené dans le nord de Saint-Domingue en tant qu'esclave. En 1779, durant la révolution américaine, il sert dans le corps des chasseurs volontaires de Saint-Domingue en tant que tambour. Il participe ainsi au siège de Savannah.
À l'âge adulte, Christophe travaille comme maçon, marin, serveur puis fabricant de billard. Une histoire populaire affirme qu'il a travaillé et dirigé la société La Couronne, un hôtel-restaurant à Cap-Français, première capitale de la colonie française de Saint-Domingue et grande ville coloniale.

## Guerre d'indépendance

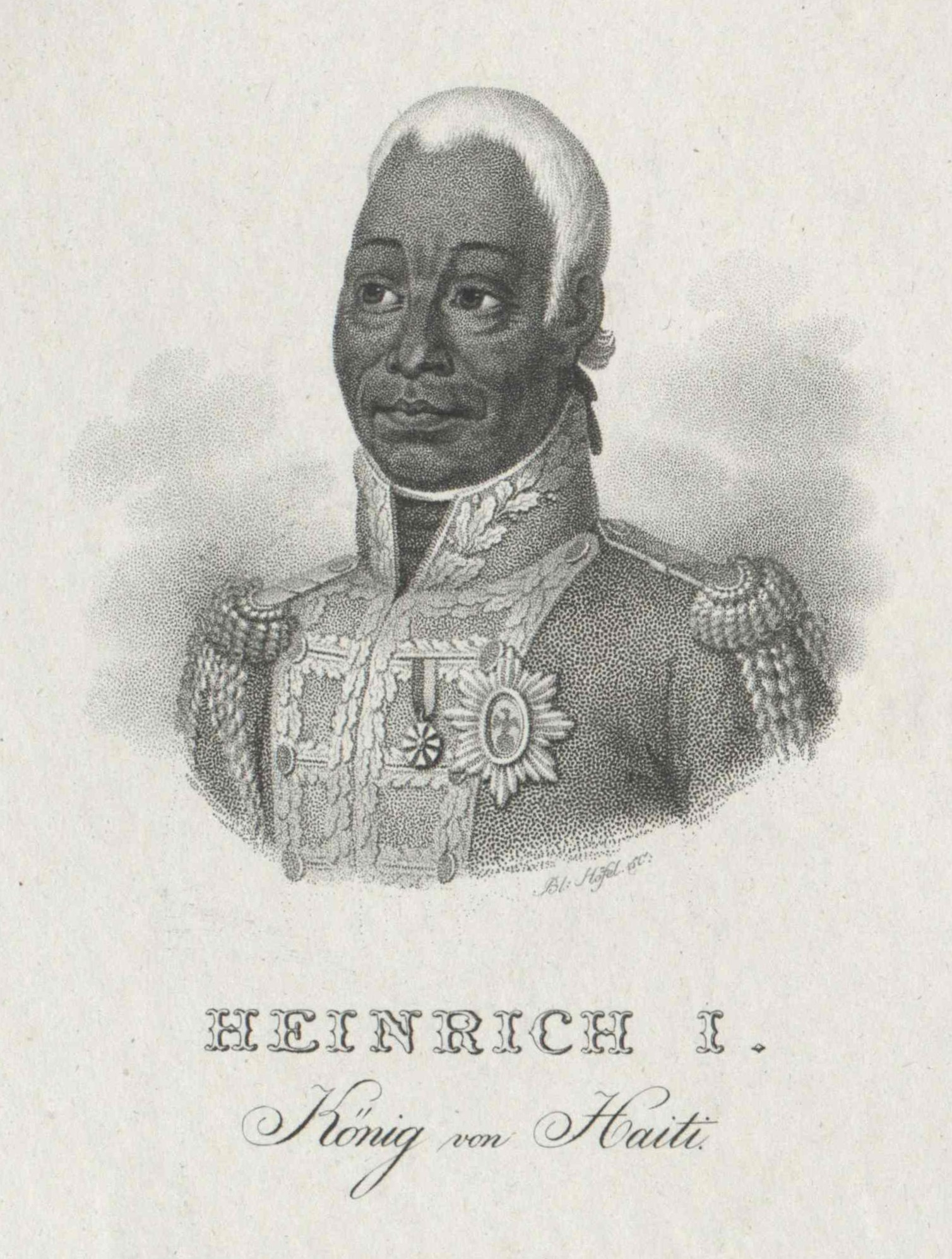
Henri I, roi d'Haïti.

Durant la révolte de 1791, il se distingue et devient officier. Il se bat pendant quatre ans dans le nord avec Toussaint Louverture. En 1802, il est nommé général. Mais lorsque Louverture rédige la première Constitution haïtienne, les Français refusent qu'Haïti prenne son indépendance et déclarent la guerre à Louverture, qui refuse de capituler. Christophe et un autre général du nom de Dessalines s'allient avec les Français contre Louverture. En 1802, ce dernier est battu et capturé par les Français et exilé en France. En 1803, Dessalines devient gouverneur général d'Haïti, il bat les Français qui s'inclinent face à la rébellion.
De 1791 à 1804, la révolution haïtienne contre les colons français fait rage. Après l'échec de l'expédition française de 1803, le général Jean-Jacques Dessalines proclame l'indépendance d'Haïti.

## Sous l'Empire

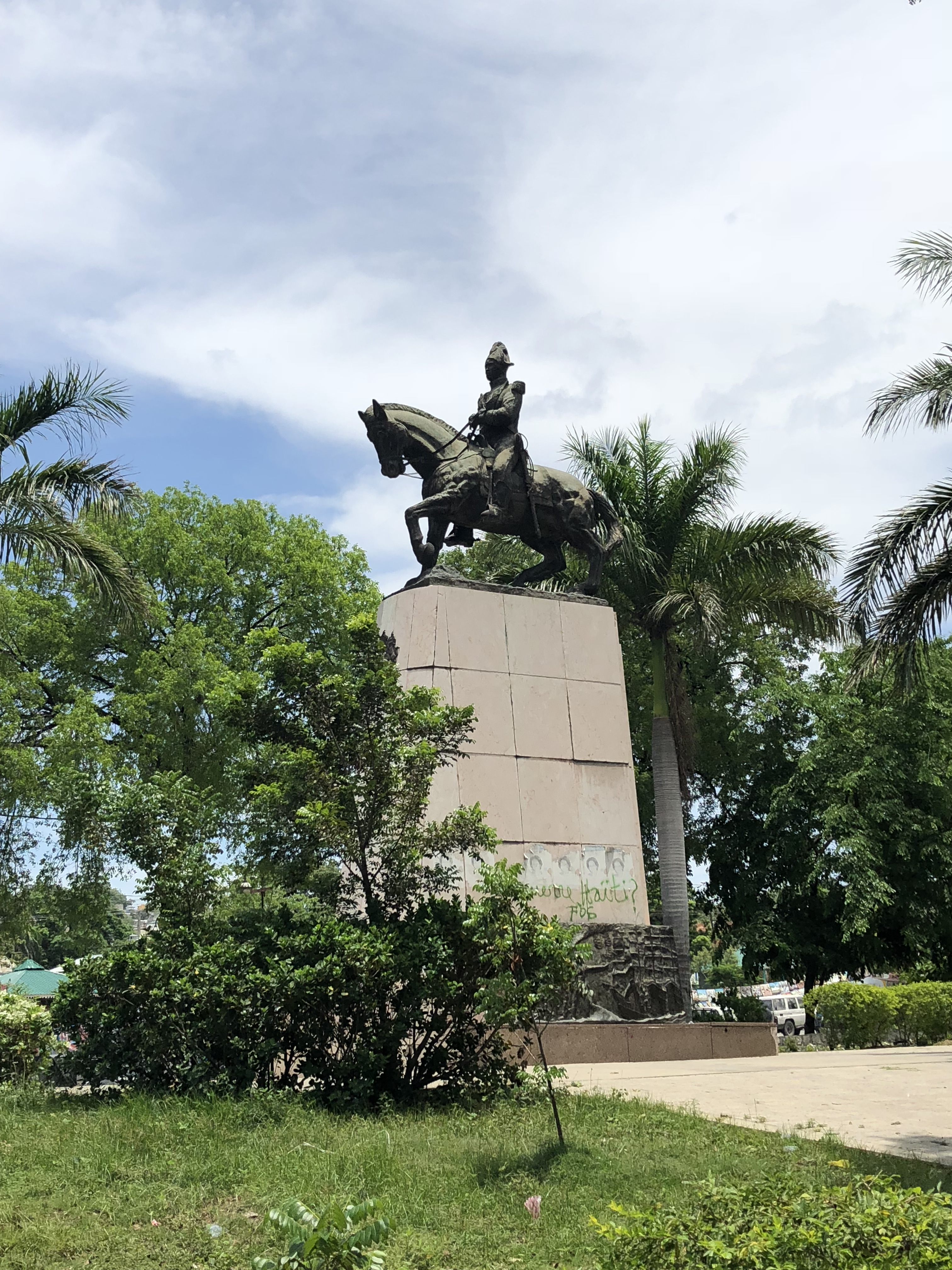
Statue équestre d'Henri Christophe à Port-au-Prince.

Le 8 octobre 1804, Dessalines, gouverneur-général d'Haïti, prend les pleins pouvoirs et se proclame empereur au Cap-Haïtien sous le nom de Jacques Ier, fondant le Premier Empire.
En 1805, des troupes françaises étaient toujours en poste dans la partie orientale de l'île (l'actuelle République dominicaine), où elles étaient dirigées par le général français Jean-Louis Ferrand. Ce dernier mobilisa ses troupes et leur ordonna de saisir tous les enfants noirs des deux sexes âgés de moins de 14 ans pour être vendus comme esclaves. Apprenant cette action, Dessalines s'indigne et décide d'envahir Saint-Domingue. Ses troupes pillent plusieurs villes, telles que Azua et Moca, et finissent par assiéger la ville de Saint-Domingue, fief des Français.
Christophe, alors promu général en chef par l'empereur, est chargé par ce dernier de mener la suite de l'expédition. Il attaque ainsi les villes Moca et Santiago. Ses mesures répressives contre la population locale lui valent l'hostilité du peuple de Saint-Domingue qui le désigne sous le nom d'Enrique Cristobal. D'après l'avocat dominicain Gaspar de Arredondo y Pichardo, « 40 enfants ont été égorgés à l'église du Moca, et les corps retrouvés au presbytère, qui est l'espace qui encercle l'autel de l'église... » . La révolte de la population pousse les forces haïtiennes à se retirer ce qui met fin à l'expédition.
Le 6 avril 1805, après avoir rassemblé toutes ses troupes, le général Christophe emmène tous les prisonniers dominicains de sexe masculin au cimetière local et les fit égorger. Parmi les victimes, le père Vásquez et vingt autres prêtres. Plus tard, il met le feu à toute la ville et à ses cinq églises. En sortant, il a emmène avec ses hommes, 249 femmes, 430 filles et 318 garçons, soit la plus grande partie de la population relativement faible de la ville à cette époque.
Avant de quitter Saint-Domingue, Dessalines ordonne à Christophe de faire exécuter tous les prisonniers dominicains avant de rentrer à Haïti.

## Chute de l'Empire

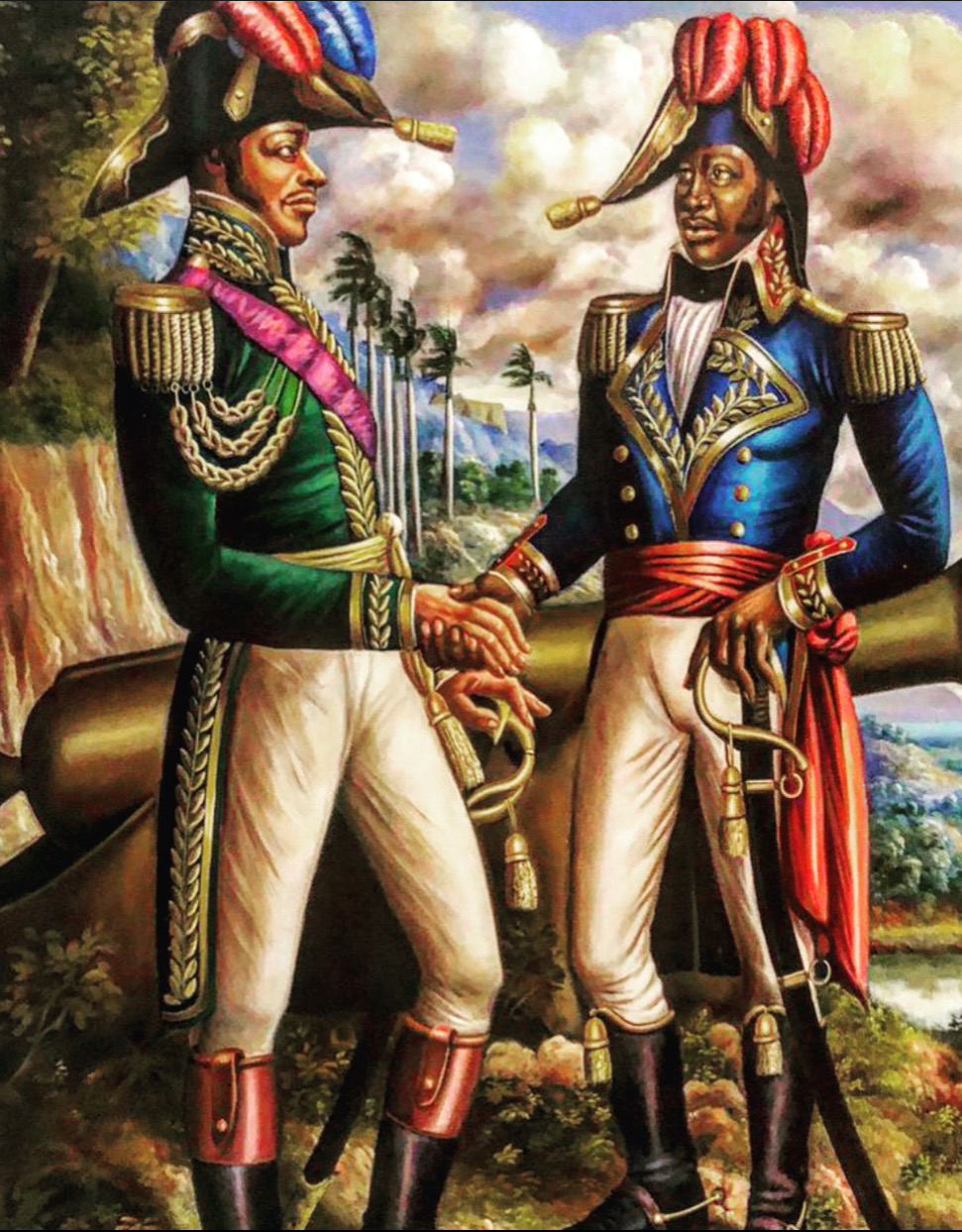
Alexandre Pétion et Christophe.

Certains généraux de l'empereur, ambitieux de prendre le pouvoir, mettent en place un complot contre Dessalines qui est finalement tué dans une embuscade, le 17 octobre 1806, au Pont-Rouge (à l'entrée de Port-au-Prince), trahi par l'un de ses chefs de bataillon. Christophe se retire dans la plaine du nord où il forme un gouvernement séparatiste. Il s'oppose au général Alexandre Pétion qui devient président de la république du Sud. Christophe fait sécession et prend le contrôle du Nord d'Haïti où il proclame l'État du Nord. Président de la République nordiste, puis président à vie et généralissime, Henri Christophe veut légitimer son pouvoir comme l'avait fait Dessalines en rétablissant l'empire. Le Comte de Limonade lui suggère de nommer un agent diplomatique officiel auprès de SM britannique, les Anglais ne sont-ils pas toujours en conflit avec la France ? Ce choix sera celui d'un journaliste contre-révolutionnaire émigré à Londres, travaillant pour le Foreign Office : Jean-Gabriel Peltier, le fils de Jean Peltier Dudoyer, un armateur et négrier de Nantes qui a cependant demandé au Directoire d'être désigné pour abolir l'esclavage à l'Isle de France (Île Maurice aujourd'hui). Le 18 décembre 1808, il a enfin obtenu un accord entre la Grande-Bretagne et Haïti. Un décret a été émis par sa Majesté britannique déclarant que Saint-Domingue n'est plus une possession française et qu'il n'y a donc plus d'hostilité entre la Grande-Bretagne et Haïti, ses sujets pourront y commercer librement comme dans les ports neutres. L'information paraît dans "The National Register".

## Roi d'Haïti

### Prise de pouvoir

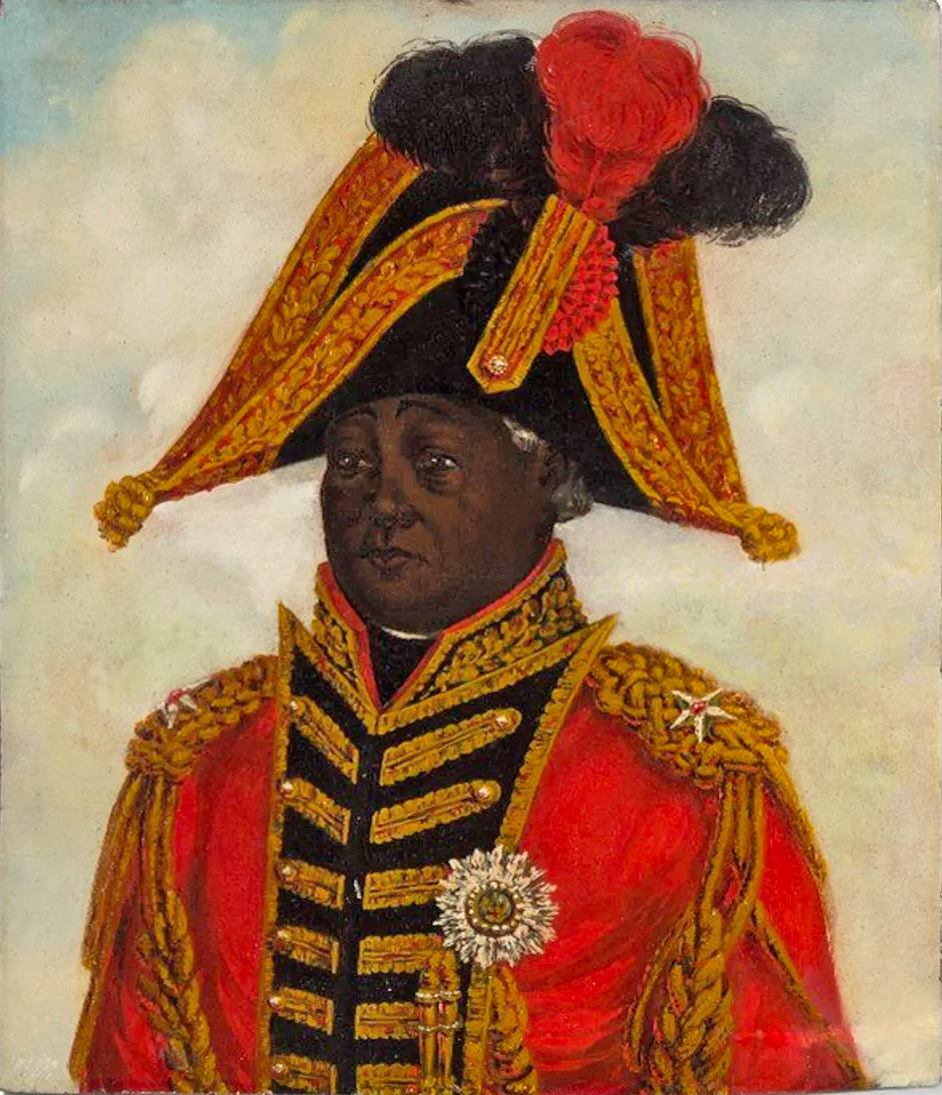
Dans ce portrait exécuté par un artiste allemand à la cour royale, Henri porte la grande croix de l'ordre royal et militaire de Saint-Henry.

En conflit avec la république sudiste de Pétion, Christophe parvient, après plusieurs batailles, à sécuriser les frontières de son nouvel État. Ayant établi une certaine stabilité, il instaure une monarchie constitutionnelle, le royaume d'Haïti, avec lui comme monarque. Il devient roi d'Haïti, le 28 mars 1811, sous le nom d'Henri Ier. Le 2 juin 1811, il est couronné par le grand-archevêque Jean-Baptiste-Joseph Brelle.
Dès la division d'Haïti en 1807, des tensions étaient apparues entre les Haïtiens nordistes et sudistes. Cela entraîna une véritable guerre civile. La tension avec les sudistes s'intensifie encore avec l'instauration du royaume du Nord. Alexandre Pétion, en tant que président de la république sudiste, déclare représenter la lutte contre la tyrannie qui serait ainsi représentée par le roi. De 1807 jusqu'en 1820, aucune des deux armées ne parvient à franchir la frontière séparant les deux nations.
Quant au roi Henri, il dénigre Pétion en déclarant qu'il incarne la fausse démocratie qui masque la tyrannie, cette déclaration étant confirmée lorsque Pétion se proclamera président à vie du Sud avec droit de désigner son successeur.

### Règne

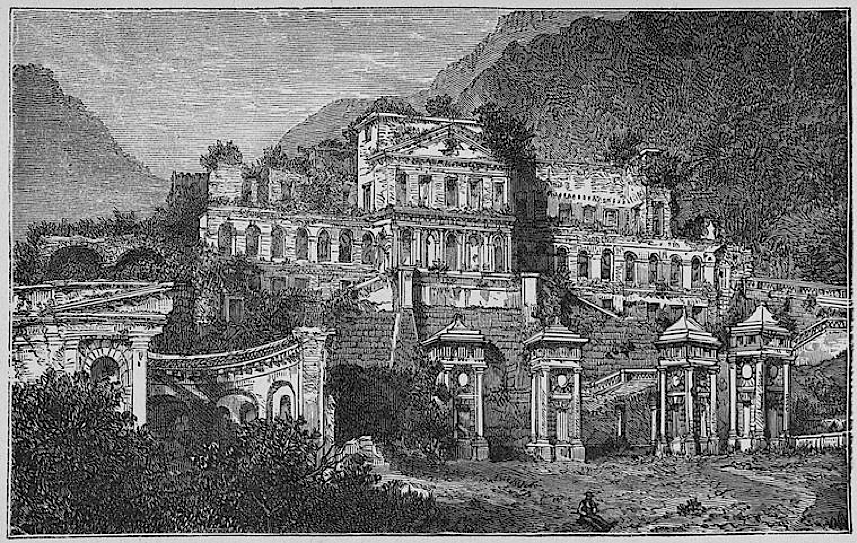
Palais Sans Souci à Milot.

Malgré ses efforts pour promouvoir l'éducation et codifier les lois (le « Code Henry »), Henri est un monarque peu populaire ; d'ailleurs, son royaume est constamment en conflit avec le sud républicain d'Alexandre Pétion. Il fait bâtir le palais Sans Souci à Milot (et sa chapelle), et le palais de la Belle-Rivière, à Petite Rivière de l'Artibonite, et crée une noblesse. Il a également fait construire la citadelle Henry, maintenant connue sous le nom de citadelle Laferrière et de nombreux autres palais. Une mutinerie éclate en 1812 qu'il mate. Vers la fin de son règne, l'opinion publique tourne décisivement contre lui à cause du « caporalisme agraire » (servage) qu'il promeut afin de développer l'économie de l'île.
Par un édit daté du 5 avril 1811, le roi Henri proclame une classe nobiliaire dont les titres, les écus et les devises sont destinés à se transmettre de façon héréditaire. Ce système nobiliaire s'inspire en grande partie des institutions britanniques, mais il témoigne d'une certaine influence française, car à l'instar de la noblesse napoléonienne, par exemple, il ne comporte ni marquis ni vicomte. Les titres conférés correspondent pour la plupart à des majorats, en l'occurrence de vastes territoires de plantations, dont la noblesse est chargée d'assurer la supervision en personne ou par décret.

## Fin de règne

### Premières tensions

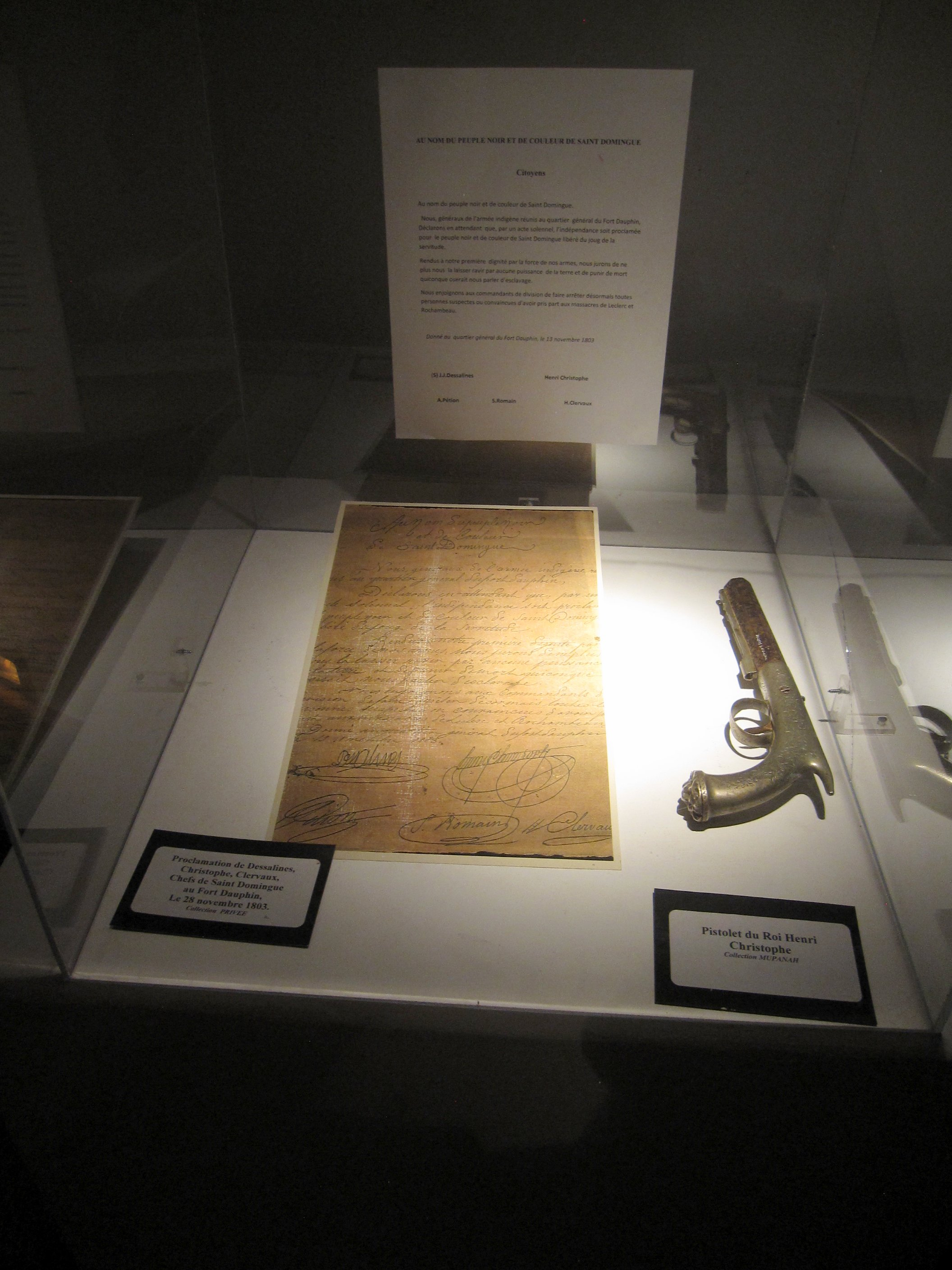
Pistolet avec lequel le roi s'est suicidé en 1820 (Musée du Panthéon National haïtien).

Durant l'été 1820, différentes mutineries éclatent dans le Nord, le gouvernement met alors en place une violente répression. Quant au roi, il est frappé d’une crise d’apoplexie, en août 1820, ce qui le laisse partiellement paralysé et affaiblit considérablement sa santé et trouble sa pensée. En septembre 1820, une nouvelle insurrection qui éclate à Cap-Haïtien provoque une révolte presque générale dans le pays.

### Chute de la monarchie et mort du roi
La révolution se déclenche rapidement dans le Nord, la ville la plus riche du royaume, Cap-Haïtien, tombe sous le contrôle révolutionnaire. En octobre, les révolutionnaires marchent sur le palais Sans Souci à Milot. Souffrant de sa paralysie et voyant la situation lui échapper, le roi se suicide le 8 octobre 1820 en se tirant une balle en argent dans le cœur, pendant une messe dans une église qu'il avait fait bâtir. Il est inhumé dans la citadelle La Ferrière. Après sa mort, son fils le prince héritier Victor-Henry est proclamé roi par ses partisans sous le nom d'Henri II. Mais Milot est prise par les insurgés et le nouveau roi est pendu le 18 octobre 1820. La reine Marie-Louise Coidavid et ses filles s'exilent en Italie. Boyer profite de la révolution pour envoyer son armée, présente à la frontière, dans le centre du royaume du Nord. Le 20 octobre, Boyer s'impose par les armes et proclame le rattachement du nord au sud le 26 octobre suivant. Celui-ci finit par se proclamer président à vie puis « chef suprême » de la totalité de l'île, établissant un régime dictatorial : « le boyerisme ».

## Descendance
1. François-Ferdinand Christophe (1794-1805), sans postérité[12].
2. Françoise-Améthyste Christophe (1798-1831), épouse de Faustin Soulouque, dont postérité.
3. Athénaïs Christophe (1800-1839), sans postérité.
4. Victor-Henry Christophe (1804-1820), prince royal, sans postérité.

Il a eu d'autres enfants, illégitimes, issus de différentes maîtresses :
1. Blésine Georges Christophe (1797-1866), qui fut légitimée à sa naissance et titrée princesse. Elle se maria avec un des généraux de son père, le général Nord Alexis (1787-1840) avec lequel elle eut un fils :
  1. Photographie du président à vie Pierre Nord Alexis (1820-1910), petit-fils d'Henri Christophe. Pierre-Nord Alexis (1820-1910), président de la république d'Haïti (1902-1908). Un de ses descendants, Jacques-Édouard Alexis (né en 1947) fut Premier ministre (1999-2001 et 2006-2008).
2. Pierre-Eugène Christophe (1800-1819), qui fut légitimé et fait prince. Il fut second dans l'ordre de succession de 1814 à sa mort.
3. Ferdinand Christophe (1775-1815), qui fut légitimé et fait prince. Une de ses descendantes, Michèle Bennett[13], fille de l'homme d'affaires Ernest Bennett[14], épousa le président à vie et dictateur Jean-Claude Duvalier, et fut ainsi première dame d'Haïti de 1980 à 1986.
4. Jean Christophe Henry (1783-1814), épouse Antoinette une des dames d'honneurs de Marie-Louise, union contestée par le roi. Ils eurent tout de même 2 fils :
  1. Joseph-Lacoste Henry (1805-1901). Un de ses descendants, Lacoste Henry Saturné (1931-2008), fut l'un des hommes les plus craints d'Haiti.[réf. nécessaire]
  2. Christophe Henry (1808-1887).

## Titulature

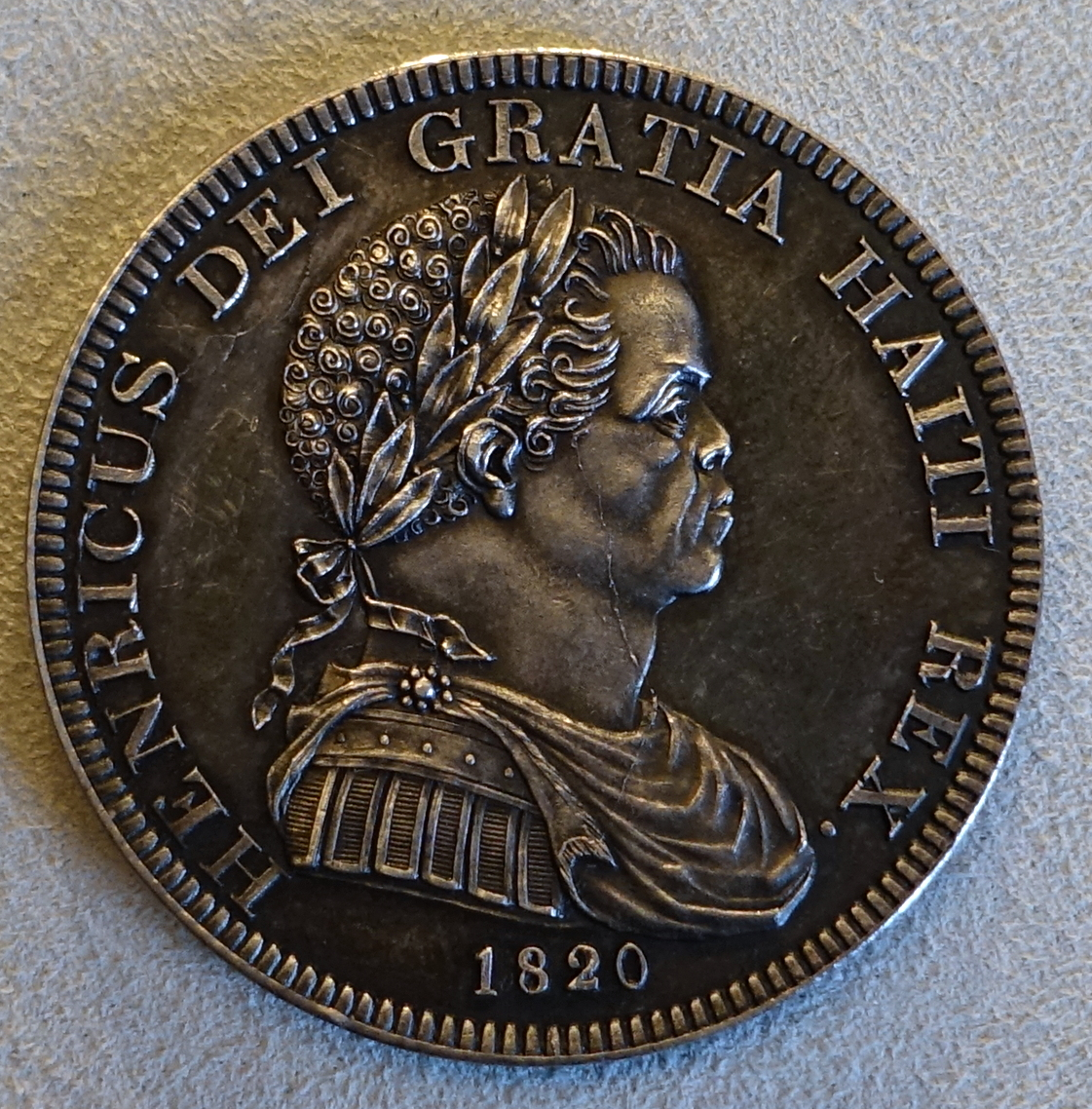
Pièce en argent à l'effigie du roi Henri (avers), frappée à Milot, d'une valeur de 5 gourdes, calquée sur le dollar américain.

- Pièce en argent à l'effigie du roi Henri (avers), frappée à Milot, d'une valeur de 5 gourdes, calquée sur le dollar américain.1806-1807 : Son Excellence Henri Christophe, président de la république d'Haïti
- 1807-1811 : Son Excellence Henri Christophe, président et généralissime des forces de terre et de mer de l'État d'Haïti
- 1811-1820 : Sa Majesté Henri, par la grâce de Dieu et la Loi constitutionnelle de l'État, roi d'Haïti, souverain des Îles de la Tortue, Gonâve, et autres îles adjacentes, destructeur de la tyrannie, régénérateur et bienfaiteur de la nation haïtienne, créateur de ses institutions morales, politiques et guerrières, premier monarque couronné du Nouveau-Monde, défenseur de la foi, fondateur de l'ordre royal et militaire de Saint-Henri.

### Œuvres inspirées par Henri Christophe
- L'écrivain cubain Alejo Carpentier fait du roi Christophe le protagoniste central de la troisième partie de son roman publié en 1949 El reino de este mundo (Le Royaume de ce monde).
- Le poète et dramaturge de Sainte-Lucie, Derek Walcott (prix Nobel de littérature 1992), publie en 1949, à 19 ans, sa première pièce de théâtre intitulée Henri Christophe: A Chronicle in Seven Scenes.
- Aimé Césaire fait de lui le héros d'une pièce de théâtre, La Tragédie du roi Christophe en 1963.
- Un film franco-haïtien de John W. Vandercook raconte la vie du roi Henri dans Black Majesty.